# Noma Dōjō

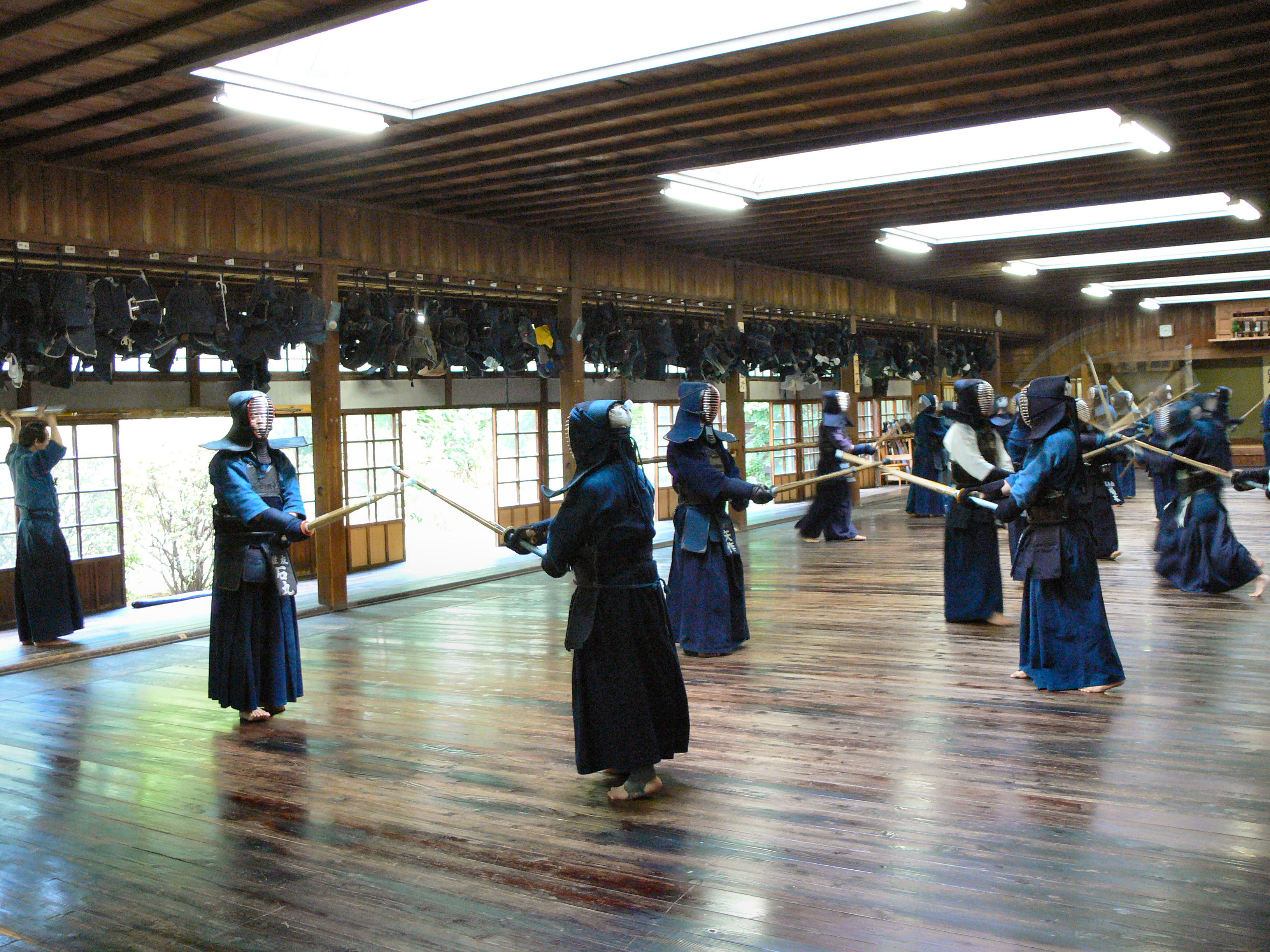
Morgentraining im Noma Dōjō (2006)

Noma Dōjō (jap. 野間道場) war eine private Kendō-Trainingshalle (Dōjō), die im Tokyoter Bezirk Bunkyō nahe beim Tempel Gokoku-ji lag. Das Dōjō wurde 1925 von Seiji Noma, dem Gründer des Kōdansha-Verlagshauses gegründet und war lange eines der am meisten geachteten Kendō-Dōjō in Japan. Teile der Baustruktur stammten aus der Edo-Zeit. Es hatte eine Größe von 9 mal 28 Metern. 
Vor dem Zweiten Weltkrieg gab es neben dem Noma Dōjō drei weitere private Dōjō, die zusammen als die “die vier großen Dōjō von Tokio” bezeichnet wurden. Dazu gehörten neben Takano Sasaburōs Meishinkan, in dem Onoha Itto-ryu gelehrt wurde, Nakayama Hakudōs Yushinkan mit der Shinto Munen-ryu und das Kodogikai von Saburo Ishii. 1930 konnte Mochida Moriji als Lehrer gewonnen werden. 

## Abriss
In einem Artikel der Nihon Keizai Shimbun vom 15. September 2006 schrieb der ehemalige Vorsitzende des Verlages Toshiyuki Hattori, dass der Kodansha-Verlag plant, das Dōjō 2007 abzureißen. Im Februar 2007 gab ein Sprecher bekannt, dass noch keine Entscheidung getroffen sei. Im Oktober 2007 wurde das alte Dojo abgerissen. Das Training soll in einem Neubau weiter gehen. 